# 昇覚寺
昇覚寺（しょうがくじ）は、東京都江戸川区にある真言宗豊山派の寺院。

## 概要
1638年（寛永15年）、邵値によって開山された。当寺の本尊の阿弥陀如来像は行基の作といわれている。天祖神社の別当寺でもあった。旧本山は高野山無量寿院。
境内には、鐘楼があり梵鐘がかけられている。梵鐘は1785年（天明5年）に鋳造されたもので、特に女性信者からくしやかんざしの寄進を受けたという。戦時中の金属類回収令の供出も免れた鐘である。
昭和時代より、毎月六の付く日（6日・16日・26日）に境内でボロ市が開かれている。

## 文化財
- 昇覚寺鐘楼 - 江戸川区指定有形文化財・建造物、昭和56年1月13日告示[3]
- 絹本着色仏涅槃図 - 江戸川区指定有形文化財・絵画、平成6年2月22日告示[4]
- 紙本着色両界曼荼羅図　附・文政二年三月記造立木札一枚 - 江戸川区登録有形文化財・絵画、昭和60年3月12日告示[5]
- 市川松老墓誌銘 - 江戸川区登録有形文化財・歴史資料、昭和62年2月25日告示[6]
- 葛西大師まいり(長島・桑川地区) - 江戸川区登録無形民俗文化財・風俗慣習、昭和60年3月12日告示[7]

## 交通アクセス
- 葛西駅より徒歩15分。

## 関連文献
- 「東宇喜田村 昇覚寺」『新編武蔵風土記稿』 巻ノ29葛飾郡ノ10、内務省地理局、1884年6月。NDLJP:763979/69。